# Seligman (Missouri)
Seligman é uma cidade localizada no estado americano de Missouri, no Condado de Barry.

## Demografia
Segundo o censo americano de 2000, a sua população era de 877 habitantes.
Em 2006, foi estimada uma população de 920, um aumento de 43 (4.9%).

## Geografia
De acordo com o United States Census Bureau tem uma área de
3,1 km², dos quais 3,1 km² cobertos por terra e 0,0 km² cobertos por água. Seligman localiza-se a aproximadamente 447 m acima do nível do mar.

## Localidades na vizinhança
O diagrama seguinte representa as localidades num raio de 20 km ao redor de Seligman.